# Листопад, Юрий Иванович
Ю́рий (Юрка, Георгий) Ива́нович Листопа́д (бел. Ю́ры (Ю́рка, Гео́ргі) Іва́навіч Лістапа́д; 7 апреля 1897, Варковичи, Минская губерния — 5 июля 1938, Бамлаг, Дальневосточный край) — белорусский политический деятель, публицист. Участник Слуцкого восстания.

## Биография

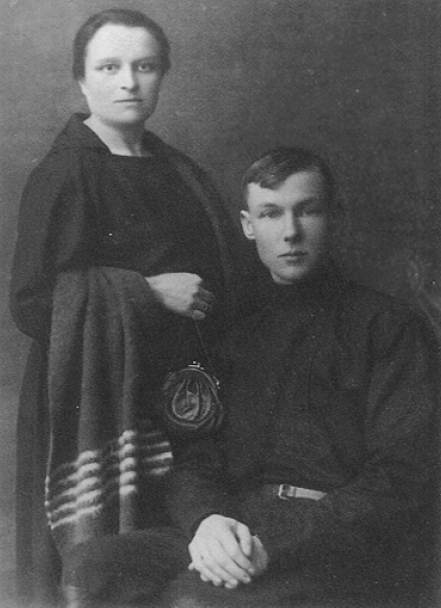
Ю. Ноябрь с женой Марией, 1920-е гг.

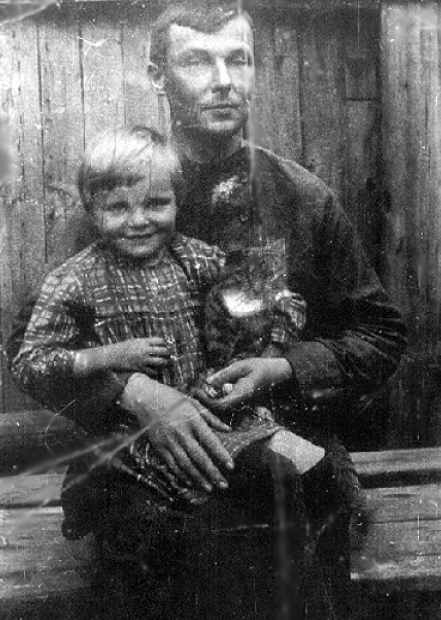
Ю. Ноябрь с дочерью Ниной, конец 1920-х гг.

Родился 7 апреля 1897 года в деревне Варковичи Слуцкого уезда в крестьянской семье. В 1914 году окончил Паневежскую учительскую семинарию. Преподавал на Случчине и в Слуцке. В 1918 году он окончил 1-й Белорусский педагогический курс в Минске и был отмечен Педагогической коллегией курса за хорошее владение белорусским языком и знание истории Беларуси.
Осенью 1919 года он был направлен Белорусским школьным советом Минска школьным учителем в Слуцкий уезд, где с помощью Андрея Барановского и других активистов создал восемь белорусских школ. Активно участвовал в работе слуцких белорусских организаций (Народный комитет, «Папарат-Квета» и др.).
В ноябре 1920 года избран в Белорусскую управу Случчины, участник Слуцкого восстания 1920 года.
С 1921 года в Западной Белоруссии, учился на Виленских белорусских учительских курсах (одновременно был их ответственным секретарём), вступил в организацию «Нацыянальная сувязь», сотрудничал с газетами «Еднасць», «Беларускія Ведамасці», «Наша думка». Инструктор белорусских школ Виленского района.
В 1922 году вернулся в Слуцк. Педагог, в 1923-1925 годах работал преподавателем белорусистики на Слуцких общеобразовательных педагогических курсах, где сблизился с Якубом Коласом.
Арестован ДПУ БССР 22 ноября 1925 года, в марте 1926 года приговорён к 5 годам лишения свободы. Освобождён в ноябре 1927 года. Долго не мог устроиться на работу, подрабатывал «фрилансером-переводчиком» в Белгосвадывецке. Вновь арестован летом 1930 года по делу Союза освобождения Беларуси, освобождён через несколько месяцев. В июле 1933 года переехал во Ржев, работал бухгалтером на хлебокомбинате. В октябре 1933 г. арестован по делу «Белорусского национального центра», в январе 1934 г. осуждён на 8 лет лишения свободы. Отправлен в Байкало-Амурский концлагерь Дальневосточного края (Свободный). В августе 1935 года против него было возбуждено уголовное дело. 31 марта 1938 года приговорён к смертной казни «тройкой» НКВД за «антисоветскую агитацию среди заключённых».
Был женат на Марии Стаганович, имел дочь Нину.
Реабилитирован 16 июля 1956 года.

## Произведение
- Слуцкая свадьба (Слуцкае вяселле) // Беларусь . 1920, № 108—110
- Идут своей дорогой (Узбіліся на свой шлях) // Наша думка (Вильнюс). 1921, № 9-10